# Triệu Túc hầu
Triệu Túc hầu (chữ Hán: 趙肅侯, trị vì 349 TCN - 326 TCN), tên thật là Triệu Ngữ (趙語), là vị vua thứ năm của nước Triệu - chư hầu nhà Chu thời Chiến Quốc trong lịch sử Trung Quốc.
Triệu Ngữ là con của Triệu Thành hầu, vua thứ tư của nước Triệu. Năm 350 TCN, Triệu Thành hầu mất, Triệu Ngữ cùng em là Triệu Tiết tranh ngôi, Triệu Tiết thất bại, bỏ trốn sang nước Hàn, Triệu Ngữ lên nối ngôi, tức Triệu Túc hầu.
Cùng năm 349 TCN, Triệu Túc hầu chiếm đất Loan Thị của Tấn Tĩnh công, đày vua Tấn ra đất Đồn Lưu.
Năm 348 TCN, Triệu Túc hầu cùng Ngụy Huệ vương hội ở đất Âm Tấn.
Năm 346 TCN, Triệu Túc hầu đến nhà Chu, yết kiến Chu Hiển vương.
Năm 326 TCN, Triệu Túc hầu qua đời, các chư hầu Tần, Sở, Yên, Tề đều sai sứ đến điếu tang. Người nước Triệu lập con ông là Triệu Ung nối ngôi tức Triệu Vũ Linh vương.